# ورت حكاو
كانت ورت حكاو إلهًا مصريًا قديمًا. كانت بمثابة تجسيد للقوى الخارقة للطبيعة، ويعني اسمها «عظيمة السحر» أو «الساحرة العظيمة».

## في الأسطورة
كإلهة مخصصة للحماية، فكثيرا ما ظهرت على المقتنيات الجنائزية، ولا سيما الأسلحة، للسماح للمتوفى بحماية نفسه أو نفسها ضد أخطار العالم السفلي. كما أنها وضعت على سكاكين العاج وأحجبة و تمائم لحماية الأمهات الحوامل والمرضعات.
كما كانت قوتها واحدة من الصفات المتأصلة في التيجان المصرية، وكإلهة للتيجان كانت تمثل بثعبان أو امرأة برأس لبؤة. و كزوجة للإله رع-حور-أختي كانت صورت مع قرص الشمس على رأسها. و كانت ورت حكاو تدمج في كثير من الأحيان مع إيزيس سخمت، و، و موت، وغيرهن من الإلهات.

## هوامش
1. ↑  Barbara S. Lesko, The great goddesses of Egypt, University of Oklahoma Press, 1999, p 74
2. ↑  Manfred Lurker, The Routledge Dictionary of Gods and Goddesses, Devils and Demons, Routledge 2004, ISBN 0-415-34018-7, p.192
3. ↑  Lurker, op.cit., p.192
4. ↑  Erik Hornung, Conceptions of God in Ancient Egypt: The One and the Many, Cornell University Press 1996, ISBN 0-8014-8384-0, p.284
5. ↑  Carol A. R. Andrews, Amulets of Ancient Egypt, University of Texas Press 1994, ISBN 0-292-70464-X, p.37